# Юэль Вернер, Сара
Сара Юэль Вернер (дат. Sarah Juel Werner; род. 27 июля 1992, Дания) — датская актриса. Свою первую большую роль она получила, когда ей было 9, сыграв главную роль в художественном фильме «Тинке, маленькая волчица». Помимо этого, Сара также озвучивала Лило из мультфильма «Лило и Стич» в датской версии, а также играла роль Марии-Луизы в сериале «Наследство» режиссёра Пера Флю.
С семи лет состояла и обучалась в небольшой театральной группе. Получила ряд основных и второстепенных ролей в различных фильмах после своего участия в фильме «Тинке, маленькая волчица».
Сара — старшая сестра актёра Йонатана Вернера Юэля, который играл младшего брата в фильме «Игра Карлы» и Лукаса в фильме «Иисус и Жозефина».
В 2006 году Сара сыграла роль в сериале «Тайна Абсалона», который стал очень успешным в Дании.

## Фильмография
- Тинке, маленькая волчица (2002) — Тинке
- Наследство (2003) — Мария-Луиза
- Братья (2004) — Натали
- Снежное Рождество (2004) — Тея
- У нас все получится (2006) — Ибен
- Тайна Абсалона (2006) — Сесили
- Два мира (2008) — Элизабет
- Об этом не знает никто (2008) — Беа
- Тренер (2009) — Пернилле
- Ничто меня не берет (2011) — Луиза
- Под кожей (2011) — девочка